# Comté de Yazoo
Le comté de Yazoo est situé dans l’État du Mississippi, aux États-Unis. Il comptait 28 149 habitants en 2000. Son siège est Yazoo City.